# Nove (Tatarbunary)
Nove  (ucraniano: Нове) es una localidad del Raión de Bilhorod-Dnistrovskyi en el Óblast de Odesa de Ucrania. Según el censo de 2001, tiene una población de 278 habitantes.